# ATP Tour 2004
L'edizione 2004 dell'ATP Tour è iniziata il 5 gennaio con la AAPT Championships 2004 e si è conclusa l'8 novembre con la Tennis Masters Cup.
L'ATP Tour è una serie di tornei maschili di tennis organizzati dall'ATP. Questa include i tornei del Grande Slam (organizzati in collaborazione con la International Tennis Federation (ITF)), il Tennis Masters Cup, i tornei dell'ATP Masters Series, dell'International Series Gold e dell'International Series.

## Calendario
Legenda
| Grande Slam                   |
| ATP World Tour Finals         |
| ATP Masters Series            |
| ATP International Series Gold |
| ATP International Series      |
| Torneo a squadre              |

### Gennaio
| Settimana  | Torneo | Vincitore                                             | Finalista                        | Semifinalisti                    | Eliminati ai quarti                                              |
| ---------- | --- | ----------------------------------------------------- | -------------------------------- | -------------------------------- | ---------------------------------------------------------------- |
| 5 gennaio  | AAPT Championships 2004 Adelaide, Australia International Series 380 000 $ Cemento Singolare - Doppio      | Dominik Hrbatý 6–4, 6–0                               | Michaël Llodra                   | Jarkko Nieminen Taylor Dent      | Todd Reid Cyril Saulnier Thomas Johansson Vince Spadea           |
| 5 gennaio  | AAPT Championships 2004 Adelaide, Australia International Series 380 000 $ Cemento Singolare - Doppio      | Bob Bryan Mike Bryan 7–5, 6–3                         | Arnaud Clément Michaël Llodra    | Jarkko Nieminen Taylor Dent      | Todd Reid Cyril Saulnier Thomas Johansson Vince Spadea           |
| 5 gennaio  | Tata Open 2004 Chennai, India International Series 380 000 $ Cemento Singolare - Doppio                    | Carlos Moyá 6–4, 3–6, 7–6(5)                          | Paradorn Srichaphan              | Sjeng Schalken Tommy Robredo     | Thierry Ascione Félix Mantilla Jean-René Lisnard Igor' Andreev   |
| 5 gennaio  | Tata Open 2004 Chennai, India International Series 380 000 $ Cemento Singolare - Doppio                    | Rafael Nadal Tommy Robredo 7–6(3), 4–6, 6–3           | Jonathan Erlich Andy Ram         | Sjeng Schalken Tommy Robredo     | Thierry Ascione Félix Mantilla Jean-René Lisnard Igor' Andreev   |
| 5 gennaio  | Qatar ExxonMobil Open 2004 Doha, Qatar International Series 1 000 000 $ Cemento Singolare - Doppio         | Nicolas Escudé 6–3, 7–6(4)                            | Ivan Ljubičić                    | Agustín Calleri Tim Henman       | Jonas Björkman Hyung-Taik Lee Sébastien Grosjean Sargis Sargsian |
| 5 gennaio  | Qatar ExxonMobil Open 2004 Doha, Qatar International Series 1 000 000 $ Cemento Singolare - Doppio         | Martin Damm Cyril Suk 6–2, 6–4                        | Stefan Koubek Andy Roddick       | Agustín Calleri Tim Henman       | Jonas Björkman Hyung-Taik Lee Sébastien Grosjean Sargis Sargsian |
| 12 gennaio | Heineken Open 2004 Auckland, Nuova Zelanda International Series 404 000 $ Cemento Singolare - Doppio       | Dominik Hrbatý 4-6, 6–2, 7–5                          | Rafael Nadal                     | Gustavo Kuerten Jiří Novák       | Philipp Kohlschreiber Vince Spadea Grégory Carraz Raemon Sluiter |
| 12 gennaio | Heineken Open 2004 Auckland, Nuova Zelanda International Series 404 000 $ Cemento Singolare - Doppio       | Mahesh Bhupathi Fabrice Santoro 4–6, 7–5, 6–3         | Jiří Novak Radek Štěpánek        | Gustavo Kuerten Jiří Novák       | Philipp Kohlschreiber Vince Spadea Grégory Carraz Raemon Sluiter |
| 12 gennaio | Adidas International 2004 Sydney, Australia International Series 380 000 $ Cemento Singolare - Doppio      | Lleyton Hewitt 4–3 rit.                               | Carlos Moyá                      | Wayne Ferreira Martin Verkerk    | Todd Reid Tommy Robredo Mark Philippoussis Arnaud Clément        |
| 12 gennaio | Adidas International 2004 Sydney, Australia International Series 380 000 $ Cemento Singolare - Doppio      | Jonas Björkman Todd Woodbridge 7–6(3), 7–5            | B. Bryan Mike Bryan              | Wayne Ferreira Martin Verkerk    | Todd Reid Tommy Robredo Mark Philippoussis Arnaud Clément        |
| 19 gennaio | Australian Open 2004 Melbourne, Australia Grand Slam 6 737 000 $ Cemento Singolare - Doppio - Doppio misto | Roger Federer 7–6(3), 6–4, 6–2                        | Marat Safin                      | Andre Agassi Juan Carlos Ferrero | Andy Roddick Sébastien Grosjean Hicham Arazi David Nalbandian    |
| 19 gennaio | Australian Open 2004 Melbourne, Australia Grand Slam 6 737 000 $ Cemento Singolare - Doppio - Doppio misto | Michaël Llodra Fabrice Santoro 7–6(4), 6–3            | Bob Bryan Mike Bryan             | Andre Agassi Juan Carlos Ferrero | Andy Roddick Sébastien Grosjean Hicham Arazi David Nalbandian    |
| 19 gennaio | Australian Open 2004 Melbourne, Australia Grand Slam 6 737 000 $ Cemento Singolare - Doppio - Doppio misto | Doppio misto: Elena Bovina Nenad Zimonjić 6–1, 7–6(3) | Martina Navrátilová Leander Paes | Andre Agassi Juan Carlos Ferrero | Andy Roddick Sébastien Grosjean Hicham Arazi David Nalbandian    |

### Febbraio
| Settimana   | Torneo | Vincitore                                       | Finalista                            | Semifinalisti                   | Eliminati ai quarti                                                 |
| ----------- | --- | ----------------------------------------------- | ------------------------------------ | ------------------------------- | ------------------------------------------------------------------- |
| 9 febbraio  | Indesit ATP Milan Indoor 2004 Milano, Italia International Series 375 750 $ Sintetico (indoor) Singolare - Doppio  | Antony Dupuis 6–4, 6(12)–7, 7–6(5)              | Mario Ančić                          | Thomas Johansson Grégory Carraz | Karol Kučera Tommy Robredo Michail Južnyj Martin Verkerk            |
| 9 febbraio  | Indesit ATP Milan Indoor 2004 Milano, Italia International Series 375 750 $ Sintetico (indoor) Singolare - Doppio  | Jared Palmer Pavel Vízner 6–4, 6–4              | Daniele Bracciali Giorgio Galimberti | Thomas Johansson Grégory Carraz | Karol Kučera Tommy Robredo Michail Južnyj Martin Verkerk            |
| 9 febbraio  | Siebel Open 2004 San Jose, USA International Series 380 000 $ Cemento (indoor) Singolare - Doppio                  | Andy Roddick 7–6(13), 6–4                       | Mardy Fish                           | Robert Kendrick Andre Agassi    | Joachim Johansson Cyril Saulnier Hyung-Taik Lee Jan-Michael Gambill |
| 9 febbraio  | Siebel Open 2004 San Jose, USA International Series 380 000 $ Cemento (indoor) Singolare - Doppio                  | James Blake Mardy Fish 6–2, 7–5                 | Rick Leach Brian MacPhie             | Robert Kendrick Andre Agassi    | Joachim Johansson Cyril Saulnier Hyung-Taik Lee Jan-Michael Gambill |
| 9 febbraio  | Bell South Open 2004 Viña del Mar, Cile International Series 333 000 $ Terra Singolare - Doppio                    | Fernando González 7–5, 6–4                      | Gustavo Kuerten                      | Flávio Saretta David Sánchez    | Nicolás Massú Mariano Zabaleta Gastón Gaudio Filippo Volandri       |
| 9 febbraio  | Bell South Open 2004 Viña del Mar, Cile International Series 333 000 $ Terra Singolare - Doppio                    | Juan Ignacio Chela Gastón Gaudio 7–6(2), 7–6(3) | Nicolás Lapentti Martín Rodriguez    | Flávio Saretta David Sánchez    | Nicolás Massú Mariano Zabaleta Gastón Gaudio Filippo Volandri       |
| 16 febbraio | ATP Buenos Aires 2004 Buenos Aires, Argentina International Series 380 000 $ Terra Singolare - Doppio              | Guillermo Coria 6–4, 6–1                        | Carlos Moyá                          | Richard Gasquet José Acasuso    | Juan Mónaco Nicolás Massú David Ferrer Mariano Zabaleta             |
| 16 febbraio | ATP Buenos Aires 2004 Buenos Aires, Argentina International Series 380 000 $ Terra Singolare - Doppio              | Lucas Arnold Ker Mariano Hood 7–5, 6(2)–7, 6–4  | Federico Browne Diego Veronelli      | Richard Gasquet José Acasuso    | Juan Mónaco Nicolás Massú David Ferrer Mariano Zabaleta             |
| 16 febbraio | Kroger St. Jude 2004 Memphis, USA International Series Gold 690 000 $ Cemento (indoor) Singolare - Doppio          | Joachim Johansson 7–6(5), 6–3                   | Nicolas Kiefer                       | Thomas Enqvist Mardy Fish       | Andy Roddick Jan-Michael Gambill Xavier Malisse Dmitrij Tursunov    |
| 16 febbraio | Kroger St. Jude 2004 Memphis, USA International Series Gold 690 000 $ Cemento (indoor) Singolare - Doppio          | Bob Bryan Mike Bryan 6–3, 6–4                   | Jeff Coetzee Chris Haggard           | Thomas Enqvist Mardy Fish       | Andy Roddick Jan-Michael Gambill Xavier Malisse Dmitrij Tursunov    |
| 16 febbraio | Rotterdam Open 2004 Rotterdam, Paesi Bassi International Series Gold 842 000 $ Cemento (indoor) Singolare - Doppio | Lleyton Hewitt 6(1)–7, 7–5, 6–4                 | Juan Carlos Ferrero                  | Tim Henman Maks Mirny           | Roger Federer Rainer Schüttler Jarkko Nieminen Raemon Sluiter       |
| 16 febbraio | Rotterdam Open 2004 Rotterdam, Paesi Bassi International Series Gold 842 000 $ Cemento (indoor) Singolare - Doppio | Paul Hanley Radek Štěpánek 5–7, 7–6(5), 7–5     | Jonathan Erlich Andy Ram             | Tim Henman Maks Mirny           | Roger Federer Rainer Schüttler Jarkko Nieminen Raemon Sluiter       |
| 23 febbraio | Brasil Open 2004 Salvador, Brasile International Series 380 000 $ Terra Singolare - Doppio                         | Gustavo Kuerten 3–6, 6–2, 6–3                   | Agustín Calleri                      | José Acasuso Luis Horna         | Tomas Behrend Franco Squillari Juan Ignacio Chela Galo Blanco       |
| 23 febbraio | Brasil Open 2004 Salvador, Brasile International Series 380 000 $ Terra Singolare - Doppio                         | Mariusz Fyrstenberg Marcin Matkowski 6–2, 6–2   | Tomas Behrend Leoš Friedl            | José Acasuso Luis Horna         | Tomas Behrend Franco Squillari Juan Ignacio Chela Galo Blanco       |
| 23 febbraio | Open 13 2004 Marsiglia, Francia International Series 593 750 $ Cemento (indoor) Singolare - Doppio                 | Dominik Hrbatý 4–6, 6–4, 6–4                    | Robin Söderling                      | Arnaud Clément Jonas Björkman   | Fernando González Alberto Martín Maks Mirny Marc Rosset             |
| 23 febbraio | Open 13 2004 Marsiglia, Francia International Series 593 750 $ Cemento (indoor) Singolare - Doppio                 | Mark Knowles Daniel Nestor 7–5, 6–3             | Martin Damm Cyril Suk                | Arnaud Clément Jonas Björkman   | Fernando González Alberto Martín Maks Mirny Marc Rosset             |

### Marzo
| Settimana | Torneo | Vincitore                                       | Finalista                        | Semifinalisti                      | Eliminati ai quarti                                                  |
| --------- | --- | ----------------------------------------------- | -------------------------------- | ---------------------------------- | -------------------------------------------------------------------- |
| 1º marzo  | Abierto Mexicano de Tenis 2004 Acapulco, Messico International Series Gold 627 000 $ Terra Singolare - Doppio               | Carlos Moyá 6–3, 6–0                            | Fernando Verdasco                | Juan Ignacio Chela Guillermo Cañas | Filippo Volandri Óscar Hernández Rubén Ramírez Hidalgo Nicolás Massú |
| 1º marzo  | Abierto Mexicano de Tenis 2004 Acapulco, Messico International Series Gold 627 000 $ Terra Singolare - Doppio               | Bob Bryan Mike Bryan 6–2, 6–3                   | Juan Ignacio Chela Nicolás Massú | Juan Ignacio Chela Guillermo Cañas | Filippo Volandri Óscar Hernández Rubén Ramírez Hidalgo Nicolás Massú |
| 1º marzo  | Dubai Tennis Championships 2004 Dubai, Emirati Arabi Uniti International Series Gold 1 000 000 $ Cemento Singolare - Doppio | Roger Federer 4–6, 6–1, 6–2                     | Feliciano López                  | Jarkko Nieminen Michail Južnyj     | Andrei Pavel Sjeng Schalken Ivan Ljubičić Rafael Nadal               |
| 1º marzo  | Dubai Tennis Championships 2004 Dubai, Emirati Arabi Uniti International Series Gold 1 000 000 $ Cemento Singolare - Doppio | Mahesh Bhupathi Fabrice Santoro 6–2, 4–6, 6–4   | Jonas Björkman Leander Paes      | Jarkko Nieminen Michail Južnyj     | Andrei Pavel Sjeng Schalken Ivan Ljubičić Rafael Nadal               |
| 1º marzo  | Franklin Templeton Tennis Classic 2004 Scottsdale, USA International Series 380 000 $ Cemento Singolare - Doppio            | Vince Spadea 7–5, 6(5)–7, 6–3                   | Nicolas Kiefer                   | Andy Roddick Victor Hănescu        | Jan-Michael Gambill James Blake Robby Ginepri Martin Verkerk         |
| 1º marzo  | Franklin Templeton Tennis Classic 2004 Scottsdale, USA International Series 380 000 $ Cemento Singolare - Doppio            | Rick Leach Brian MacPhie 6–3, 6–1               | Jeff Coetzee Chris Haggard       | Andy Roddick Victor Hănescu        | Jan-Michael Gambill James Blake Robby Ginepri Martin Verkerk         |
| 8 marzo   | Indian Wells Open 2004 Indian Wells, USA Masters Series 2 779 600 $ Cemento Singolare - Doppio                              | Roger Federer 6–3, 6–3                          | Tim Henman                       | Andre Agassi Irakli Labadze        | Juan Ignacio Chela Guillermo Coria Andy Roddick James Blake          |
| 8 marzo   | Indian Wells Open 2004 Indian Wells, USA Masters Series 2 779 600 $ Cemento Singolare - Doppio                              | Arnaud Clément Sébastien Grosjean 6–3, 4–6, 7–5 | Wayne Black Kevin Ullyett        | Andre Agassi Irakli Labadze        | Juan Ignacio Chela Guillermo Coria Andy Roddick James Blake          |
| 22 marzo  | NASDAQ-100 Open 2004 Miami, USA Masters Series 3 200 000 $ Cemento Singolare - Doppio                                       | Andy Roddick 6(2)–7, 6–3, 6–1, rit.             | Guillermo Coria                  | Fernando González Vince Spadea     | Andrei Pavel Nicolas Kiefer Agustín Calleri Carlos Moyá              |
| 22 marzo  | NASDAQ-100 Open 2004 Miami, USA Masters Series 3 200 000 $ Cemento Singolare - Doppio                                       | Wayne Black Kevin Ullyett 6–2, 7–6(12)          | Jonas Björkman Todd Woodbridge   | Fernando González Vince Spadea     | Andrei Pavel Nicolas Kiefer Agustín Calleri Carlos Moyá              |

### Aprile
| Settimana | Torneo | Vincitore                                 | Finalista                     | Semifinalisti                      | Eliminati ai quarti                                                |
| --------- | --- | ----------------------------------------- | ----------------------------- | ---------------------------------- | ------------------------------------------------------------------ |
| 12 aprile | Estoril Open 2004 Estoril, Portogallo International Series 519 750 $ Terra Singolare - Doppio                                | Juan Ignacio Chela 6(2)–7, 6–3, 6–3       | Marat Safin                   | Florian Mayer Irakli Labadze       | Victor Hănescu Olivier Patience Tommy Robredo Rafael Nadal         |
| 12 aprile | Estoril Open 2004 Estoril, Portogallo International Series 519 750 $ Terra Singolare - Doppio                                | Juan Ignacio Chela Gastón Gaudio 6–2, 6–1 | František Čermák Leoš Friedl  | Florian Mayer Irakli Labadze       | Victor Hănescu Olivier Patience Tommy Robredo Rafael Nadal         |
| 12 aprile | U.S. Men's Clay Court Championships 2004 Houston, USA International Series 400 000 $ Terra Singolare - Doppio                | Tommy Haas 6–3, 6–4                       | Andy Roddick                  | Luis Horna Andrei Pavel            | Jürgen Melzer Todd Martin James Blake Dmitrij Tursunov             |
| 12 aprile | U.S. Men's Clay Court Championships 2004 Houston, USA International Series 400 000 $ Terra Singolare - Doppio                | James Blake Mardy Fish 6–3, 6–4           | Rick Leach Brian MacPhie      | Luis Horna Andrei Pavel            | Jürgen Melzer Todd Martin James Blake Dmitrij Tursunov             |
| 12 aprile | Open de Tenis Comunidad Valenciana 2004 Valencia, Spagna International Series 395 750 $ Terra Singolare - Doppio             | Fernando Verdasco 7–6(5), 6–3             | Albert Montañés               | Juan Carlos Ferrero Alberto Martín | Mario Ančić David Ferrer Christophe Rochus Marc López              |
| 12 aprile | Open de Tenis Comunidad Valenciana 2004 Valencia, Spagna International Series 395 750 $ Terra Singolare - Doppio             | Gastón Etlis Martín Rodriguez 7–5, 7–6(5) | Feliciano López Marc López    | Juan Carlos Ferrero Alberto Martín | Mario Ančić David Ferrer Christophe Rochus Marc López              |
| 19 aprile | Monte Carlo Masters 2004 Monte Carlo Masters Series 2 425 500 $ Terra Singolare - Doppio                                     | Guillermo Coria 6–2, 6–1, 6–3             | Rainer Schüttler              | Marat Safin Carlos Moyá            | Alberto Martín David Nalbandian Tim Henman Nikolaj Davydenko       |
| 19 aprile | Monte Carlo Masters 2004 Monte Carlo Masters Series 2 425 500 $ Terra Singolare - Doppio                                     | Tim Henman Nenad Zimonjić 7–5, 6–2        | Gastón Etlis Martín Rodriguez | Marat Safin Carlos Moyá            | Alberto Martín David Nalbandian Tim Henman Nikolaj Davydenko       |
| 26 aprile | Open Seat Godo 2004 Barcellona, Spagna International Series Gold 990 000 $ Terra Singolare - Doppio                          | Tommy Robredo 6–3, 4–6, 6–2, 3–6, 6–3     | Gastón Gaudio                 | Kristof Vliegen Albert Montañés    | Fernando González David Nalbandian Agustín Calleri Gustavo Kuerten |
| 26 aprile | Open Seat Godo 2004 Barcellona, Spagna International Series Gold 990 000 $ Terra Singolare - Doppio                          | Mark Knowles Daniel Nestor 4–6, 6–3, 6–4  | Mariano Hood Sebastián Prieto | Kristof Vliegen Albert Montañés    | Fernando González David Nalbandian Agustín Calleri Gustavo Kuerten |
| 26 aprile | Internazionali di Tennis di Baviera 2004 Monaco di Baviera, Germania International Series 375 750 $ Terra Singolare - Doppio | Nikolaj Davydenko 6–4, 7–5                | Martin Verkerk                | Luis Horna Olivier Rochus          | Rainer Schüttler Radek Štěpánek Michel Kratochvil Alexander Waske  |
| 26 aprile | Internazionali di Tennis di Baviera 2004 Monaco di Baviera, Germania International Series 375 750 $ Terra Singolare - Doppio | James Blake Mark Merklein 6–4, 6–2        | Julian Knowle Nenad Zimonjić  | Luis Horna Olivier Rochus          | Rainer Schüttler Radek Štěpánek Michel Kratochvil Alexander Waske  |

### Maggio
| Settimana | Torneo                                                                                                | Vincitore                                              | Finalista                      | Semifinalisti                      | Eliminati ai quarti                                             |
| --------- | --- | ------------------------------------------------------ | ------------------------------ | ---------------------------------- | --------------------------------------------------------------- |
| 3 maggio  | Internazionali d'Italia 2004 Roma, Italia Masters Series 2 425 500 $ Terra Singolare - Doppio         | Carlos Moyá 6–3, 6–3, 6–1                              | David Nalbandian               | Albert Costa Mariano Zabaleta      | Jiří Novák Vince Spadea Nicolás Massú Andrei Pavel              |
| 3 maggio  | Internazionali d'Italia 2004 Roma, Italia Masters Series 2 425 500 $ Terra Singolare - Doppio         | Mahesh Bhupathi Maks Mirny 2–6, 6–3, 6–4               | Wayne Arthurs Paul Hanley      | Albert Costa Mariano Zabaleta      | Jiří Novák Vince Spadea Nicolás Massú Andrei Pavel              |
| 10 maggio | Hamburg Masters 2004 Amburgo, Germania Masters Series 2 425 500 $ Terra Singolare - Doppio            | Roger Federer 4–6, 6–4, 6–2, 6–3                       | Guillermo Coria                | Lleyton Hewitt Ivan Ljubičić       | Carlos Moyá Jürgen Melzer Michail Južnyj David Ferrer           |
| 10 maggio | Hamburg Masters 2004 Amburgo, Germania Masters Series 2 425 500 $ Terra Singolare - Doppio            | Wayne Black Kevin Ullyett 6–4, 6–2                     | Bob Bryan Mike Bryan           | Lleyton Hewitt Ivan Ljubičić       | Carlos Moyá Jürgen Melzer Michail Južnyj David Ferrer           |
| 17 maggio | Grand Prix Hassan II 2004 Casablanca, Marocco International Series 351 000 $ Terra Singolare - Doppio | Santiago Ventura 6–3, 1–6, 6–4                         | Dominik Hrbatý                 | Julien Benneteau Christophe Rochus | Óscar Hernández Thierry Ascione Antony Dupuis Ivo Heuberger     |
| 17 maggio | Grand Prix Hassan II 2004 Casablanca, Marocco International Series 351 000 $ Terra Singolare - Doppio | Enzo Artoni Fernando Vicente 3–6, 6–0, 6–4             | Yves Allegro Michael Kohlmann  | Julien Benneteau Christophe Rochus | Óscar Hernández Thierry Ascione Antony Dupuis Ivo Heuberger     |
| 17 maggio | World Team Cup 2004 Düsseldorf, Germania World Team Cup 2 100 000 $ Terra                             | Cile 2–1                                               | Australia                      | Germania Argentina                 | Rep. Ceca Spagna Stati Uniti Paesi Bassi                        |
| 17 maggio | ATP St. Pölten 2004 St. Poelten, Austria International Series 375 750 $ Terra Singolare - Doppio      | Filippo Volandri 6–1, 6–4                              | Xavier Malisse                 | David Sánchez Jürgen Melzer        | Victor Hănescu Nikolaj Davydenko Olivier Rochus Daniel Köllerer |
| 17 maggio | ATP St. Pölten 2004 St. Poelten, Austria International Series 375 750 $ Terra Singolare - Doppio      | Mariano Hood Petr Pála 3–6, 7–5, 6–4                   | Tomáš Cibulec Leoš Friedl      | David Sánchez Jürgen Melzer        | Victor Hănescu Nikolaj Davydenko Olivier Rochus Daniel Köllerer |
| 24 maggio | Open di Francia 2004 Parigi, Francia Grande Slam 7 462 318 $ Terra Singolare - Doppio - Doppio misto  | Gastón Gaudio 0–6, 3–6, 6–4, 6–1, 8–6                  | Guillermo Coria                | David Nalbandian Tim Henman        | Gustavo Kuerten Lleyton Hewitt Carlos Moyá Juan Ignacio Chela   |
| 24 maggio | Open di Francia 2004 Parigi, Francia Grande Slam 7 462 318 $ Terra Singolare - Doppio - Doppio misto  | Xavier Malisse Olivier Rochus 7–5, 7–5                 | Michaël Llodra Fabrice Santoro | David Nalbandian Tim Henman        | Gustavo Kuerten Lleyton Hewitt Carlos Moyá Juan Ignacio Chela   |
| 24 maggio | Open di Francia 2004 Parigi, Francia Grande Slam 7 462 318 $ Terra Singolare - Doppio - Doppio misto  | Doppio Misto: Tatiana Golovin Richard Gasquet 6–3, 6–4 | Cara Black Wayne Black         | David Nalbandian Tim Henman        | Gustavo Kuerten Lleyton Hewitt Carlos Moyá Juan Ignacio Chela   |

### Giugno
| Settimana | Torneo | Vincitore                                             | Finalista                    | Semifinalisti                  | Eliminati ai quarti                                            |
| --------- | --- | ----------------------------------------------------- | ---------------------------- | ------------------------------ | -------------------------------------------------------------- |
| 7 giugno  | Halle Open 2004 Halle, Germania International Series 791 750 $ Erba Singolare - Doppio                                     | Roger Federer 6–0, 6–3                                | Mardy Fish                   | Jiří Novák Rainer Schüttler    | Arnaud Clément Tommy Haas Fernando Verdasco Nicolas Kiefer     |
| 7 giugno  | Halle Open 2004 Halle, Germania International Series 791 750 $ Erba Singolare - Doppio                                     | Leander Paes David Rikl 6–2, 7–5                      | Tomáš Cibulec Petr Pála      | Jiří Novák Rainer Schüttler    | Arnaud Clément Tommy Haas Fernando Verdasco Nicolas Kiefer     |
| 7 giugno  | Queen's Club Championships 2004 Queen's Club, Londra, Gran Bretagna International Series 761 750 $ Erba Singolare - Doppio | Andy Roddick 7–6(4), 6–4                              | Sébastien Grosjean           | Lleyton Hewitt Hyung-Taik Lee  | Paradorn Srichaphan Igor' Andreev Karol Beck Radek Štěpánek    |
| 7 giugno  | Queen's Club Championships 2004 Queen's Club, Londra, Gran Bretagna International Series 761 750 $ Erba Singolare - Doppio | Bob Bryan Mike Bryan 6–4, 6–4                         | Mark Knowles Daniel Nestor   | Lleyton Hewitt Hyung-Taik Lee  | Paradorn Srichaphan Igor' Andreev Karol Beck Radek Štěpánek    |
| 14 giugno | Ordina Open 2004 's-Hertogenbosch, Paesi Bassi International Series 375 750 $ Erba Singolare - Doppio                      | Michaël Llodra 6–3, 6–4                               | Guillermo Coria              | Mario Ančić Tommy Robredo      | Arnaud Clément Martin Verkerk Fernando Verdasco Raemon Sluiter |
| 14 giugno | Ordina Open 2004 's-Hertogenbosch, Paesi Bassi International Series 375 750 $ Erba Singolare - Doppio                      | Martin Damm Cyril Suk 6–3, 6(7)–7, 6–3                | Lars Burgsmüller Jan Vacek   | Mario Ančić Tommy Robredo      | Arnaud Clément Martin Verkerk Fernando Verdasco Raemon Sluiter |
| 14 giugno | Nottingham Open 2004 Nottingham, GB International Series 375 750 $ Erba Singolare - Doppio                                 | Paradorn Srichaphan 1–6, 7–6(4), 6–3                  | Thomas Johansson             | Robin Söderling Taylor Dent    | Hicham Arazi Flávio Saretta Greg Rusedski Victor Hănescu       |
| 14 giugno | Nottingham Open 2004 Nottingham, GB International Series 375 750 $ Erba Singolare - Doppio                                 | Paul Hanley Todd Woodbridge 6–4, 6–3                  | Rick Leach Brian MacPhie     | Robin Söderling Taylor Dent    | Hicham Arazi Flávio Saretta Greg Rusedski Victor Hănescu       |
| 21 giugno | Torneo di Wimbledon 2004 Wimbledon, Londra, Gran Bretagna Grand Slam 8 328 704 $ Erba Singolare - Doppio - Doppio misto    | Roger Federer 4–6, 7–5, 7–6(3), 6–4                   | Andy Roddick                 | Sébastien Grosjean Mario Ančić | Lleyton Hewitt Florian Mayer Tim Henman Sjeng Schalken         |
| 21 giugno | Torneo di Wimbledon 2004 Wimbledon, Londra, Gran Bretagna Grand Slam 8 328 704 $ Erba Singolare - Doppio - Doppio misto    | Jonas Björkman Todd Woodbridge 6–1, 6–4, 4–6, 6–4     | Julian Knowle Nenad Zimonjić | Sébastien Grosjean Mario Ančić | Lleyton Hewitt Florian Mayer Tim Henman Sjeng Schalken         |
| 21 giugno | Torneo di Wimbledon 2004 Wimbledon, Londra, Gran Bretagna Grand Slam 8 328 704 $ Erba Singolare - Doppio - Doppio misto    | Doppio Misto: Cara Black Wayne Black 3–6, 7–6(8), 6–4 | Alicia Molik Todd Woodbridge | Sébastien Grosjean Mario Ančić | Lleyton Hewitt Florian Mayer Tim Henman Sjeng Schalken         |

### Luglio
| Settimana | Torneo | Vincitore                                          | Finalista                      | Semifinalisti                        | Quarti                                                          |
| --------- | --- | -------------------------------------------------- | ------------------------------ | ------------------------------------ | --------------------------------------------------------------- |
| 5 luglio  | Synsam Swedish Open 2004 Båstad, Svezia International Series 375 750 $ Terra Singolare - Doppio                       | Mariano Zabaleta 6–1, 4–6, 7–6(4)                  | Gastón Gaudio                  | Fernando González Robin Söderling    | Alberto Martín Juan Mónaco Juan Ignacio Chela Rafael Nadal      |
| 5 luglio  | Synsam Swedish Open 2004 Båstad, Svezia International Series 375 750 $ Terra Singolare - Doppio                       | Mahesh Bhupathi Jonas Björkman 4–6, 7–6(2), 7–6(6) | Simon Aspelin Todd Perry       | Fernando González Robin Söderling    | Alberto Martín Juan Mónaco Juan Ignacio Chela Rafael Nadal      |
| 5 luglio  | Swiss Open Gstaad 2004 Gstaad, Svizzera International Series 544 750 $ Terra Singolare - Doppio                       | Roger Federer 6–2, 6–3, 5–7, 6–3                   | Igor' Andreev                  | Potito Starace Rainer Schüttler      | Radek Štěpánek Jiří Novák Félix Mantilla Rubén Ramírez Hidalgo  |
| 5 luglio  | Swiss Open Gstaad 2004 Gstaad, Svizzera International Series 544 750 $ Terra Singolare - Doppio                       | Leander Paes David Rikl 6–4, 6–2                   | Marc Rosset Stan Wawrinka      | Potito Starace Rainer Schüttler      | Radek Štěpánek Jiří Novák Félix Mantilla Rubén Ramírez Hidalgo  |
| 5 luglio  | Campbell's Hall of Fame Tennis Championships 2004 Newport, USA International Series 380 000 $ Erba Singolare - Doppio | Greg Rusedski 7–6(5), 7–6(2)                       | Alexander Popp                 | Cyril Saulnier Antony Dupuis         | Vince Spadea Jürgen Melzer Jeff Morrison Alex Bogomolov Jr.     |
| 5 luglio  | Campbell's Hall of Fame Tennis Championships 2004 Newport, USA International Series 380 000 $ Erba Singolare - Doppio | Jordan Kerr Jim Thomas 6–3, 6(5)–7, 6–3            | Grégory Carraz Nicolas Mahut   | Cyril Saulnier Antony Dupuis         | Vince Spadea Jürgen Melzer Jeff Morrison Alex Bogomolov Jr.     |
| 12 luglio | Priority Telecom Open 2004 Amersfoort, Paesi Bassi International Series 375 750 $ Terra Singolare - Doppio            | Martin Verkerk 7–6(5), 4–6, 6–4                    | Fernando González              | Nicolás Massú Dennis van Scheppingen | Tomas Behrend David Sánchez Alberto Martín Igor' Andreev        |
| 12 luglio | Priority Telecom Open 2004 Amersfoort, Paesi Bassi International Series 375 750 $ Terra Singolare - Doppio            | Jaroslav Levinský David Škoch 6–0, 2–6, 7–5        | José Acasuso Luis Horna        | Nicolás Massú Dennis van Scheppingen | Tomas Behrend David Sánchez Alberto Martín Igor' Andreev        |
| 12 luglio | Mercedes Benz Cup 2004 Los Angeles, USA International Series 380 000 $ Cemento Singolare - Doppio                     | Tommy Haas 7–6(6), 6–4                             | Nicolas Kiefer                 | Cyril Saulnier Jeff Morrison         | Andre Agassi Mardy Fish Greg Rusedski Wesley Moodie             |
| 12 luglio | Mercedes Benz Cup 2004 Los Angeles, USA International Series 380 000 $ Cemento Singolare - Doppio                     | Bob Bryan Mike Bryan 6–3, 7–6(6)                   | Wayne Arthurs Paul Hanley      | Cyril Saulnier Jeff Morrison         | Andre Agassi Mardy Fish Greg Rusedski Wesley Moodie             |
| 12 luglio | Mercedes Cup 2004 Stoccarda, Germania International Series Gold 614 750 $ Terra Singolare - Doppio                    | Guillermo Cañas 5–7, 6–2, 6–0, 1–6, 6–3            | Gastón Gaudio                  | Nikolaj Davydenko David Ferrer       | Radek Štěpánek Albert Costa Rafael Nadal Jiří Novák             |
| 12 luglio | Mercedes Cup 2004 Stoccarda, Germania International Series Gold 614 750 $ Terra Singolare - Doppio                    | Jiří Novak Radek Štěpánek 6–2, 6–4                 | Simon Aspelin Todd Perry       | Nikolaj Davydenko David Ferrer       | Radek Štěpánek Albert Costa Rafael Nadal Jiří Novák             |
| 19 luglio | RCA Championships 2004 Indianapolis, USA International Series 600 000 $ Cemento Singolare - Doppio                    | Andy Roddick 6–2, 6–3                              | Nicolas Kiefer                 | Ivan Ljubičić Grégory Carraz         | Dominik Hrbatý Sébastien Grosjean Paradorn Srichaphan Noam Okun |
| 19 luglio | RCA Championships 2004 Indianapolis, USA International Series 600 000 $ Cemento Singolare - Doppio                    | Jordan Kerr Jim Thomas 6(7)–7, 7–6(3), 6–3         | Wayne Black Kevin Ullyett      | Ivan Ljubičić Grégory Carraz         | Dominik Hrbatý Sébastien Grosjean Paradorn Srichaphan Noam Okun |
| 19 luglio | Generali Open 2004 Kitzbühel, Austria International Series Gold 724 750 $ Terra Singolare - Doppio                    | Nicolás Massú 7–6(3), 6–4                          | Gastón Gaudio                  | Rainer Schüttler Fernando Verdasco   | Florian Mayer Mariano Zabaleta Feliciano López Luis Horna       |
| 19 luglio | Generali Open 2004 Kitzbühel, Austria International Series Gold 724 750 $ Terra Singolare - Doppio                    | František Čermák Leoš Friedl 6–3, 7–5              | Lucas Arnold Ker Martín García | Rainer Schüttler Fernando Verdasco   | Florian Mayer Mariano Zabaleta Feliciano López Luis Horna       |
| 19 luglio | Croatia Open Umag 2004 Umago, Croazia International Series 395 750 $ Terra Singolare - Doppio                         | Guillermo Cañas 7–5, 6–3                           | Filippo Volandri               | Carlos Moyá Guillermo García López   | Alberto Martín Kristof Vliegen Álex Calatrava Jiří Novák        |
| 19 luglio | Croatia Open Umag 2004 Umago, Croazia International Series 395 750 $ Terra Singolare - Doppio                         | José Acasuso Flávio Saretta 4–6, 6–2, 6–4          | Jaroslav Levinský David Škoch  | Carlos Moyá Guillermo García López   | Alberto Martín Kristof Vliegen Álex Calatrava Jiří Novák        |
| 26 luglio | Canada Masters 2004 Toronto, Canada Masters Series 2 257 000 $ Cemento Singolare - Doppio                             | Roger Federer 7–5, 6–3                             | Andy Roddick                   | Thomas Johansson Nicolas Kiefer      | Fabrice Santoro Joachim Johansson Jürgen Melzer Jan Hernych     |
| 26 luglio | Canada Masters 2004 Toronto, Canada Masters Series 2 257 000 $ Cemento Singolare - Doppio                             | Mahesh Bhupathi Leander Paes 6–4, 6–2              | Jonas Björkman Maks Mirny      | Thomas Johansson Nicolas Kiefer      | Fabrice Santoro Joachim Johansson Jürgen Melzer Jan Hernych     |

### Agosto
| Settimana | Torneo | Vincitore                                                  | Finalista                       | Semifinalisti                                | Semifinalisti                        | Eliminati nei quarti                                                 | Eliminati nei quarti |
| --------- | --- | ---------------------------------------------------------- | ------------------------------- | -------------------------------------------- | ------------------------------------ | -------------------------------------------------------------------- | -------------------- |
| 2 agosto  | Western & Southern Financial Group Masters 2004 Cincinnati, USA Masters Series 2 450 000 $ Cemento Singolare - Doppio | Andre Agassi 6–3, 3–6, 6–2                                 | Lleyton Hewitt                  | Tommy Robredo Andy Roddick                   | Tommy Robredo Andy Roddick           | Fabrice Santoro Marat Safin Carlos Moyá Tommy Haas                   |                      |
| 2 agosto  | Western & Southern Financial Group Masters 2004 Cincinnati, USA Masters Series 2 450 000 $ Cemento Singolare - Doppio | Mark Knowles Daniel Nestor 6–2, 3–6, 6–3                   | Jonas Björkman Todd Woodbridge  | Tommy Robredo Andy Roddick                   | Tommy Robredo Andy Roddick           | Fabrice Santoro Marat Safin Carlos Moyá Tommy Haas                   |                      |
| 9 agosto  | Idea Prokom Open 2004 Sopot, Polonia International Series 494 750 $ Terra Singolare - Doppio                          | Rafael Nadal 6–3, 6–4                                      | José Acasuso                    | Juan Mónaco Félix Mantilla                   | Juan Mónaco Félix Mantilla           | Marc López Jiří Vaněk Franco Squillari Adrián García                 |                      |
| 9 agosto  | Idea Prokom Open 2004 Sopot, Polonia International Series 494 750 $ Terra Singolare - Doppio                          | František Čermák Leoš Friedl 2–6, 6–2, 6–3                 | Martín García Sebastián Prieto  | Juan Mónaco Félix Mantilla                   | Juan Mónaco Félix Mantilla           | Marc López Jiří Vaněk Franco Squillari Adrián García                 |                      |
| 16 agosto | Tennis ai Giochi della XXVIII Olimpiade Atene, Grecia Olimpiade Cemento                                               |                                                            |                                 |                                              | Quarto posto                         | Tomáš Berdych Carlos Moyá Michail Južnyj Sébastien Grosjean          |                      |
| 16 agosto | Tennis ai Giochi della XXVIII Olimpiade Atene, Grecia Olimpiade Cemento                                               | Nicolás Massú 6–3, 3–6, 2–6, 6–3, 6–4                      | Mardy Fish                      | Fernando González 6–4, 2–6, 16–14            | Taylor Dent                          | Tomáš Berdych Carlos Moyá Michail Južnyj Sébastien Grosjean          |                      |
| 16 agosto | Tennis ai Giochi della XXVIII Olimpiade Atene, Grecia Olimpiade Cemento                                               | Fernando González Nicolás Massú 6–2, 4–6, 3–6, 7–6(7), 6–4 | Nicolas Kiefer Rainer Schüttler | Mario Ančić Ivan Ljubičić 7–6(5), 4–6, 16–14 | Mahesh Bhupathi Leander Paes         | Tomáš Berdych Carlos Moyá Michail Južnyj Sébastien Grosjean          |                      |
| 16 agosto | Washington Open 2004 Washington, USA International Series 500 000 $ Cemento Singolare - Doppio                        | Lleyton Hewitt 6–3, 6–4                                    | Gilles Müller                   | Andre Agassi Robby Ginepri                   | Andre Agassi Robby Ginepri           | Paul-Henri Mathieu Michel Kratochvil Raemon Sluiter Cyril Saulnier   |                      |
| 16 agosto | Washington Open 2004 Washington, USA International Series 500 000 $ Cemento Singolare - Doppio                        | Chris Haggard Robbie Koenig 7–6(3), 6–1                    | Travis Parrott Dmitrij Tursunov | Andre Agassi Robby Ginepri                   | Andre Agassi Robby Ginepri           | Paul-Henri Mathieu Michel Kratochvil Raemon Sluiter Cyril Saulnier   |                      |
| 23 agosto | Pilot Pen Tennis 2004 Long Island, USA International Series 380 000 $ Cemento Singolare - Doppio                      | Lleyton Hewitt 6–3, 6–1                                    | Luis Horna                      | Paradorn Srichaphan Dmitrij Tursunov         | Paradorn Srichaphan Dmitrij Tursunov | Nikolaj Davydenko Joachim Johansson Jürgen Melzer Juan Ignacio Chela |                      |
| 23 agosto | Pilot Pen Tennis 2004 Long Island, USA International Series 380 000 $ Cemento Singolare - Doppio                      | Antony Dupuis Michaël Llodra 6–2, 6–4                      | Yves Allegro Michael Kohlmann   | Paradorn Srichaphan Dmitrij Tursunov         | Paradorn Srichaphan Dmitrij Tursunov | Nikolaj Davydenko Joachim Johansson Jürgen Melzer Juan Ignacio Chela |                      |
| 30 agosto | US Open 2004 Flushing Meadows, New York, USA Grande Slam 7 946 000 $ Cemento Singolare - Doppio - Misto               | Roger Federer 6–0, 7–6(3), 6–0                             | Lleyton Hewitt                  | Tim Henman Joachim Johansson                 | Tim Henman Joachim Johansson         | Andre Agassi Dominik Hrbatý Tommy Haas Andy Roddick                  |                      |
| 30 agosto | US Open 2004 Flushing Meadows, New York, USA Grande Slam 7 946 000 $ Cemento Singolare - Doppio - Misto               | Mark Knowles Daniel Nestor 6–3, 6–3                        | Leander Paes David Rikl         | Tim Henman Joachim Johansson                 | Tim Henman Joachim Johansson         | Andre Agassi Dominik Hrbatý Tommy Haas Andy Roddick                  |                      |
| 30 agosto | US Open 2004 Flushing Meadows, New York, USA Grande Slam 7 946 000 $ Cemento Singolare - Doppio - Misto               | Doppio Misto: Vera Zvonarëva Bob Bryan 6–3, 6–4            | Alicia Molik Todd Woodbridge    | Tim Henman Joachim Johansson                 | Tim Henman Joachim Johansson         | Andre Agassi Dominik Hrbatý Tommy Haas Andy Roddick                  |                      |

### Settembre
| Settimana    | Torneo | Vincitore                                        | Finalista                      | Semifinalisti                       | Quarti                                                                 |
| ------------ | --- | ------------------------------------------------ | ------------------------------ | ----------------------------------- | ---------------------------------------------------------------------- |
| 13 settembre | China Open 2004 Pechino, Cina International Series 500 000 $ Cemento Singolare - Doppio                                        | Marat Safin 7–6(4), 7–5                          | Michail Južnyj                 | Paradorn Srichaphan Jarkko Nieminen | Hyung-Taik Lee Dominik Hrbatý David Nalbandian Kevin Kim               |
| 13 settembre | China Open 2004 Pechino, Cina International Series 500 000 $ Cemento Singolare - Doppio                                        | Justin Gimelstob Graydon Oliver 4–6, 6–4, 7–6(6) | Alex Bogomolov Jr. Taylor Dent | Paradorn Srichaphan Jarkko Nieminen | Hyung-Taik Lee Dominik Hrbatý David Nalbandian Kevin Kim               |
| 13 settembre | Romanian Open 2004 Bucarest, Romania International Series 375 000 $ Terra Singolare - Doppio                                   | José Acasuso 6–3, 6–0                            | Igor' Andreev                  | Filippo Volandri Florian Mayer      | Victor Hănescu Paul-Henri Mathieu Félix Mantilla David Ferrer          |
| 13 settembre | Romanian Open 2004 Bucarest, Romania International Series 375 000 $ Terra Singolare - Doppio                                   | Lucas Arnold Ker Mariano Hood 7–6(5), 6–1        | José Acasuso Óscar Hernández   | Filippo Volandri Florian Mayer      | Victor Hănescu Paul-Henri Mathieu Félix Mantilla David Ferrer          |
| 13 settembre | Millennium International Tennis Championships 2004 Delray Beach, USA International Series 380 000 $ Cemento Singolare - Doppio | Ricardo Mello 7–6(2), 6–3                        | Vince Spadea                   | Jeff Salzenstein Mario Ančić        | Hugo Armando Greg Rusedski Kenneth Carlsen Jérôme Golmard              |
| 13 settembre | Millennium International Tennis Championships 2004 Delray Beach, USA International Series 380 000 $ Cemento Singolare - Doppio | Leander Paes Radek Štěpánek 6–0, 6–3             | Gastón Etlis Martín Rodriguez  | Jeff Salzenstein Mario Ančić        | Hugo Armando Greg Rusedski Kenneth Carlsen Jérôme Golmard              |
| 27 settembre | Thailand Open 2004 Bangkok, Thailandia International Series 550 000 $ Cemento indoor Singolare - Doppio                        | Roger Federer 6–4, 6–0                           | Andy Roddick                   | Paradorn Srichaphan Marat Safin     | Robin Söderling Dennis van Scheppingen Flávio Saretta Thomas Johansson |
| 27 settembre | Thailand Open 2004 Bangkok, Thailandia International Series 550 000 $ Cemento indoor Singolare - Doppio                        | Justin Gimelstob Graydon Oliver 5–7, 6–4, 6–4    | Yves Allegro Roger Federer     | Paradorn Srichaphan Marat Safin     | Robin Söderling Dennis van Scheppingen Flávio Saretta Thomas Johansson |
| 27 settembre | Campionati Internazionali di Sicilia 2004 Palermo, Italia International Series 375 500 $ Terra Singolare - Doppio              | Tomáš Berdych 6–3, 6–3                           | Filippo Volandri               | Juan Mónaco David Ferrer            | Nicolás Massú Olivier Mutis Nikolaj Davydenko Andreas Seppi            |
| 27 settembre | Campionati Internazionali di Sicilia 2004 Palermo, Italia International Series 375 500 $ Terra Singolare - Doppio              | Lucas Arnold Ker Mariano Hood 7–5, 6–2           | Gastón Etlis Martín Rodriguez  | Juan Mónaco David Ferrer            | Nicolás Massú Olivier Mutis Nikolaj Davydenko Andreas Seppi            |
| 27 settembre | Shanghai Open 2004 Shanghai, Cina International Series 380 000 $ Cemento Singolare - Doppio                                    | Guillermo Cañas 6–1, 6–0                         | Lars Burgsmüller               | Kenneth Carlsen Jiří Novák          | Davide Sanguinetti Gilles Müller Ricardo Mello Jan-Michael Gambill     |
| 27 settembre | Shanghai Open 2004 Shanghai, Cina International Series 380 000 $ Cemento Singolare - Doppio                                    | Jared Palmer Pavel Vízner 4–6, 7–6(4), 7–6(11)   | Rick Leach Brian MacPhie       | Kenneth Carlsen Jiří Novák          | Davide Sanguinetti Gilles Müller Ricardo Mello Jan-Michael Gambill     |

### Ottobre
| Settimana  | Torneo | Vincitore                                     | Finalista                        | Semifinalisti                    | Quarti                                                          |
| ---------- | --- | --------------------------------------------- | -------------------------------- | -------------------------------- | --------------------------------------------------------------- |
| 4 ottobre  | Grand Prix de Tennis de Lyon 2004 Lione, Francia International Series 791 750 $ Sintetico (indoor) Singolare - Doppio   | Robin Söderling 6–2, 3–6, 6–4                 | Xavier Malisse                   | David Ferrer Vince Spadea        | Michail Južnyj Jonas Björkman Joachim Johansson Jürgen Melzer   |
| 4 ottobre  | Grand Prix de Tennis de Lyon 2004 Lione, Francia International Series 791 750 $ Sintetico (indoor) Singolare - Doppio   | Jonathan Erlich Andy Ram 7–6(2), 6–2          | Jonas Björkman Radek Štěpánek    | David Ferrer Vince Spadea        | Michail Južnyj Jonas Björkman Joachim Johansson Jürgen Melzer   |
| 4 ottobre  | Japan Open Tennis Championships 2004 Tokyo, Giappone International Series Gold 690 000 $ Cemento Singolare - Doppio     | Jiří Novák 5–7, 6–1, 6–3                      | Taylor Dent                      | Lleyton Hewitt Bohdan Ulihrach   | Cyril Saulnier Paradorn Srichaphan Björn Phau Gilles Müller     |
| 4 ottobre  | Japan Open Tennis Championships 2004 Tokyo, Giappone International Series Gold 690 000 $ Cemento Singolare - Doppio     | Jared Palmer Pavel Vízner 5–1 rit.            | Jiří Novak Petr Pála             | Lleyton Hewitt Bohdan Ulihrach   | Cyril Saulnier Paradorn Srichaphan Björn Phau Gilles Müller     |
| 11 ottobre | Open de Moselle 2004 Metz, Francia International Series 375 750 $ Cemento (indoor) Singolare - Doppio                   | Jérôme Haehnel 7–6(9), 6–4                    | Richard Gasquet                  | Paul-Henri Mathieu Jeff Morrison | Ivan Ljubičić Arnaud Clément Àlex Corretja Gaël Monfils         |
| 11 ottobre | Open de Moselle 2004 Metz, Francia International Series 375 750 $ Cemento (indoor) Singolare - Doppio                   | Arnaud Clément Nicolas Mahut 6–2, 7–6(8)      | Ivan Ljubičić Uros Vico          | Paul-Henri Mathieu Jeff Morrison | Ivan Ljubičić Arnaud Clément Àlex Corretja Gaël Monfils         |
| 11 ottobre | Kremlin Cup 2004 Mosca, Russia International Series 1 000 000 $ Sintetico (indoor) Singolare - Doppio                   | Nikolaj Davydenko 3–6, 6–3, 7–5               | Greg Rusedski                    | Michail Južnyj Dominik Hrbatý    | Radek Štěpánek Kenneth Carlsen Igor' Kunicyn Joachim Johansson  |
| 11 ottobre | Kremlin Cup 2004 Mosca, Russia International Series 1 000 000 $ Sintetico (indoor) Singolare - Doppio                   | Igor' Andreev Nikolaj Davydenko 3–6, 6–3, 6–4 | Mahesh Bhupathi Jonas Björkman   | Michail Južnyj Dominik Hrbatý    | Radek Štěpánek Kenneth Carlsen Igor' Kunicyn Joachim Johansson  |
| 11 ottobre | Vienna Open 2004 Vienna, Austria International Series Gold 682 750 $ Cemento (indoor) Singolare - Doppio                | Feliciano López 6–4, 1–6, 7–5, 3–6, 7–5       | Guillermo Cañas                  | Tommy Haas Davide Sanguinetti    | David Nalbandian Robby Ginepri Rainer Schüttler Nicolás Massú   |
| 11 ottobre | Vienna Open 2004 Vienna, Austria International Series Gold 682 750 $ Cemento (indoor) Singolare - Doppio                | Martin Damm Cyril Suk 6(4)–7, 6–4, 7–6(4)     | Gastón Etlis Martín Rodriguez    | Tommy Haas Davide Sanguinetti    | David Nalbandian Robby Ginepri Rainer Schüttler Nicolás Massú   |
| 18 ottobre | Madrid Masters 2004 Madrid, Spagna Masters Series 2 425 500 $ Cemento (indoor) Singolare - Doppio                       | Marat Safin 6–2, 6–4, 6–3                     | David Nalbandian                 | Ivan Ljubičić Andre Agassi       | Joachim Johansson Taylor Dent Luis Horna Tommy Robredo          |
| 18 ottobre | Madrid Masters 2004 Madrid, Spagna Masters Series 2 425 500 $ Cemento (indoor) Singolare - Doppio                       | Mark Knowles Daniel Nestor 6–3, 6–4           | Bob Bryan Mike Bryan             | Ivan Ljubičić Andre Agassi       | Joachim Johansson Taylor Dent Luis Horna Tommy Robredo          |
| 25 ottobre | Swiss Indoors 2004 Basilea, Svizzera International Series 989 750 $ Sintetico (indoor) Singolare - Doppio               | Jiří Novák 5–7, 6–3, 6–4, 1–6, 6–2            | David Nalbandian                 | Nicolás Massú Stefan Koubek      | Bohdan Ulihrach Rainer Schüttler Ivan Ljubičić Tim Henman       |
| 25 ottobre | Swiss Indoors 2004 Basilea, Svizzera International Series 989 750 $ Sintetico (indoor) Singolare - Doppio               | Bob Bryan Mike Bryan 7–6(9), 6–2              | Lucas Arnold Ker Mariano Hood    | Nicolás Massú Stefan Koubek      | Bohdan Ulihrach Rainer Schüttler Ivan Ljubičić Tim Henman       |
| 25 ottobre | St. Petersburg Open 2004 San Pietroburgo, Russia International Series 1 000 000 $ Sintetico (indoor) Singolare - Doppio | Michail Južnyj 6–2, 6–2                       | Karol Beck                       | Michaël Llodra Greg Rusedski     | Marat Safin Cyril Saulnier Julien Benneteau Ivo Karlović        |
| 25 ottobre | St. Petersburg Open 2004 San Pietroburgo, Russia International Series 1 000 000 $ Sintetico (indoor) Singolare - Doppio | Arnaud Clément Michaël Llodra 6–3, 6–2        | Dominik Hrbatý Jaroslav Levinský | Michaël Llodra Greg Rusedski     | Marat Safin Cyril Saulnier Julien Benneteau Ivo Karlović        |
| 25 ottobre | Stockholm Open 2004 Stoccolma, Svezia International Series 643 750 $ Cemento (indoor) Singolare - Doppio                | Thomas Johansson 3–6, 6–3, 7–6(4)             | Andre Agassi                     | Tommy Haas Michael Ryderstedt    | Fernando Verdasco Olivier Rochus Andrei Pavel Joachim Johansson |
| 25 ottobre | Stockholm Open 2004 Stoccolma, Svezia International Series 643 750 $ Cemento (indoor) Singolare - Doppio                | Feliciano López Fernando Verdasco 6–4, 6–4    | Wayne Arthurs Paul Hanley        | Tommy Haas Michael Ryderstedt    | Fernando Verdasco Olivier Rochus Andrei Pavel Joachim Johansson |

### Novembre
| Settimana   | Torneo                                                                                              | Vincitore                               | Finalista                 | Semifinalisti              | Eliminati ai quarti                                           |
| ----------- | --------------------------------------------------------------------------------------------------- | --------------------------------------- | ------------------------- | -------------------------- | ------------------------------------------------------------- |
| 1º novembre | Paris Masters 2004 Parigi, Francia Masters Series 2 425 250 $ Sintetico (indoor) Singolare - Doppio | Marat Safin 6–3, 7–6(5), 6–3            | Radek Štěpánek            | Maks Mirny Guillermo Cañas | Robin Söderling Michail Južnyj Feliciano López Lleyton Hewitt |
| 1º novembre | Paris Masters 2004 Parigi, Francia Masters Series 2 425 250 $ Sintetico (indoor) Singolare - Doppio | Jonas Björkman Todd Woodbridge 6–3, 6–4 | Wayne Black Kevin Ullyett | Maks Mirny Guillermo Cañas | Robin Söderling Michail Južnyj Feliciano López Lleyton Hewitt |
| 8 novembre  | Tennis Masters Cup 2004 Houston, USA Tennis Masters Cup 4 450 000 $ Cemento Singolare - Doppio      | Roger Federer 6–3, 6–2                  | Lleyton Hewitt            | Andy Roddick Marat Safin   | Carlos Moyá Gastón Gaudio Tim Henman Guillermo Coria          |
| 8 novembre  | Tennis Masters Cup 2004 Houston, USA Tennis Masters Cup 4 450 000 $ Cemento Singolare - Doppio      | Bob Bryan Mike Bryan 4–6, 7–5, 6–4, 6–2 | Wayne Black Kevin Ullyett | Andy Roddick Marat Safin   | Carlos Moyá Gastón Gaudio Tim Henman Guillermo Coria          |

### Dicembre
Nessun evento

## Debutti
- Pablo Cuevas
- Ivan Dodig
- Daniel Gimeno Traver
- Ernests Gulbis
- Gaël Monfils
- Jo-Wilfried Tsonga